# Дионисий (консул 429 г.)
Вижте пояснителната страница за други личности с името Дионисий.
Флавий Дионисий (на латински: Flavius Dionysius) е политик и военачалник на Източната Римска империя през 5 век.

## Биография
Той е от Тракия. Има проблем със Симеон Стълпник. Между 428 и 431 той е comes и magister utriusque militiae на Изтока. През 429 г. той е консул на Изтока заедно с Флавий Флоренций. През 434 г. е magister militiae. Между 435/440 г. Дионисий е заедно с Плинта посланик при краля на хуните Руа.